# Sebnitz
Sebnitz är en stad (Große Kreisstadt) i Landkreis Sächsische Schweiz-Osterzgebirge i Sachsen, Tyskland,  med cirka 10 000 invånare. Det är en statligt erkänd kurort. Staden kallas också ofta Konstblommornas stad eller Sidenblommornas stad (tyska:Stadt der Kunstblumen eller Stadt der Seidenblumen). I Sebnitz tillverkades världens största sidenblomma. Blomman hade en diameter på 1,5 meter, var totalt 3,7 meter hög och vägde 10 kg.
Sebnitz ligger vid gränsen till nationalparken Sächsische Schweiz på 250–460 meters höjd vid floden Sebnitz, samt vid gränsen till Tjeckien.

## Vänorter
- Bruntál i Tjeckien
- Cascina i Italien
- Montabaur i Rheinland-Pfalz, Tyskland

## "Fallet Joseph"
2001 hamnade Sebnitz på tidningarnas förstasidor på grund av "Fallet Joseph". pojken Joseph sades ha dränkts av rasistiska motiv. Mängder av politiker och medier fördömde Sebnitzbornas likgiltiga attityd till mord. Efter några dagar framkom det att historien om Joseph var uppdiktad av hans mamma, och han dog av en drunkningsolycka.